# Communauté de communes Bresse Revermont 71
Ne pas confondre avec la Communauté de communes Bresse-Revermont, une ancienne intercommunalité située dans le Jura
La Communauté de communes Bresse Revermont 71 est une structure intercommunale française située dans le département de Saône-et-Loire et la région Bourgogne-Franche-Comté.

## Historique
- La communauté de communes a vu le jour le 1er janvier 2014 à partir de la fusion des anciennes communautés de communes du canton de Saint-Germain-du-Bois et du canton de Beaurepaire-en-Bresse (hormis 4 communes).

## Composition
La communauté de communes est composée des 17 communes suivantes :

| Nom                           | Code Insee | Gentilé       | Superficie (km2) | Population (dernière pop. légale) | Densité (hab./km2) |
| ----------------------------- | ---------- | ------------- | ---------------- | --------------------------------- | ------------------ |
| Saint-Germain-du-Bois (siège) | 71419      | San-Germinois | 30,33            | 1 947 (2022)                      | 64                 |
| Beaurepaire-en-Bresse         | 71027      |               | 10,42            | 724 (2022)                        | 69                 |
| Bosjean                       | 71044      | Boscojeannais | 18,64            | 311 (2022)                        | 17                 |
| Bouhans                       | 71045      | Bouhannais    | 10,21            | 176 (2022)                        | 17                 |
| Devrouze                      | 71173      | Devrouziens   | 14,64            | 328 (2022)                        | 22                 |
| Diconne                       | 71175      | Diconnois     | 15,94            | 373 (2022)                        | 23                 |
| Frangy-en-Bresse              | 71205      |               | 23,68            | 672 (2022)                        | 28                 |
| Mervans                       | 71295      | Mervandiaux   | 28,78            | 1 488 (2022)                      | 52                 |
| Montjay                       | 71314      |               | 11,03            | 199 (2022)                        | 18                 |
| Le Planois                    | 71352      |               | 5,17             | 87 (2022)                         | 17                 |
| Saillenard                    | 71380      | Saillenardais | 17,88            | 810 (2022)                        | 45                 |
| Savigny-en-Revermont          | 71506      |               | 27,21            | 1 141 (2022)                      | 42                 |
| Sens-sur-Seille               | 71514      |               | 11,7             | 432 (2022)                        | 37                 |
| Serley                        | 71516      | Serléens      | 22,6             | 595 (2022)                        | 26                 |
| Serrigny-en-Bresse            | 71519      |               | 12,36            | 187 (2022)                        | 15                 |
| Le Tartre                     | 71534      | Tartréens     | 3,83             | 109 (2022)                        | 28                 |
| Thurey                        | 71538      |               | 18,22            | 422 (2022)                        | 23                 |

## Administration et politique

### Conseil communautaire
Les 36 délégués sont ainsi répartis depuis 2014 selon un accord local comme suit :
| Nombre de délégués | Communes                                                    |
| ------------------ | ----------------------------------------------------------- |
| 6                  | Saint-Germain-du-Bois                                       |
| 4                  | Mervans, Savigny-en-Revermont                               |
| 3                  | Beaurepaire-en-Bresse, Frangy-en-Bresse, Saillenard, Serley |
| 1                  | Les autres communes                                         |

### Présidence
| Période                                  | Période   | Identité        | Étiquette | Qualité          |
| ---------------------------------------- | --------- | --------------- | --------- | ---------------- |
| Les données manquantes sont à compléter. |           |                 |           |                  |
| 2014                                     | mars 2014 | François Moreau |           | Maire de Serley  |
| mars 2014                                | En cours  | Didier Fichet   | DVG       | Maire de Montjay |